# (473018) 2015 HZ55
(473018) 2015 HZ55 es un asteroide perteneciente al cinturón de asteroides, descubierto el 24 de julio de 2000 por el equipo del Spacewatch desde el Observatorio Nacional de Kitt Peak, Arizona, Estados Unidos.

## Designación y nombre
Designado provisionalmente como 2015 HZ55.

## Características orbitales
2015 HZ55 está situado a una distancia media del Sol de 3,045 ua, pudiendo alejarse hasta 3,320 ua y acercarse hasta 2,770 ua. Su excentricidad es 0,090 y la inclinación orbital 8,521 grados. Emplea 1941 días en completar una órbita alrededor del Sol.

## Características físicas
La magnitud absoluta de 2015 HZ55 es 16,1.